# Schlacht um Verdun
Die Schlacht um Verdun fand an der Westfront des Ersten Weltkrieges zwischen Deutschland und Frankreich statt. Sie begann am 21. Februar 1916 und endete am 19. Dezember 1916. Die von der deutschen Seite beabsichtigte Eroberung der Festung Verdun war damit gescheitert. Nach der Marneschlacht und dem sich hinziehenden Stellungskrieg hatte die deutsche Oberste Heeresleitung erkannt, dass ihr die Möglichkeit zur strategischen Initiative allmählich zu entgleiten drohte. Sie entschied sich daher für einen Angriff auf Verdun, um den Krieg an der Westfront wieder in Bewegung zu bringen.

Unter anderem sollte durch den Angriff das auf französischem Boden kämpfende britische Expeditionskorps dazu gebracht werden, von seinen Bündnisverpflichtungen abzufallen. Als Ziel der Offensive wählte man die Festung Verdun. Die Schlacht markiert einen Höhepunkt der großen Materialschlachten des Ersten Weltkrieges. Obwohl die im Juli 1916 begonnene Schlacht an der Somme mit deutlich höheren Verlusten verbunden war, wurden die monatelangen Kämpfe vor Verdun in Deutschland und Frankreich zum Symbol für die tragische Ergebnislosigkeit des Stellungskriegs. Verdun gilt heute als Mahnmal gegen kriegerische Handlungen und dient der gemeinsamen Erinnerung und vor der Welt als Zeichen der deutsch-französischen Aussöhnung.

## Vorgeschichte
Mit der deutschen Niederlage an der Marne und dem anschließenden Wettlauf zum Meer, der mit der ersten Flandernschlacht endete, kam es zu einem Wendepunkt im Krieg. Da keine der Kriegsparteien in der Lage war, einen Durchbruch zu erzielen, entwickelte sich der Bewegungskrieg zum Stellungskrieg. Auf beiden Seiten wurde ein ausgedehntes Netz von Verteidigungsgräben errichtet, das sich von Flandern bis zur Schweiz erstreckte.

## Auftakt

### Operation Gericht
Kurz vor Weihnachten 1915 legte Erich von Falkenhayn dem Kaiser ein Memorandum vor, in dem er seine Pläne für einen Sieg über die Entente umriss. In ihr wurden alle strategisch in Frage kommenden Optionen erörtert. Dabei kam er zu dem Schluss, dass Großbritannien als die treibende Kraft der Triple Entente aus dem Krieg gedrängt werden müsse. Aus diesen Überzeugungen heraus wurde ein weiteres Vorgehen sowohl gegen Italien als auch gegen Russland ausgeschlossen. Auch andere Kriegsschauplätze im Nahen Osten, in der Türkei oder in Griechenland schieden wegen ihrer geringen strategischen Bedeutung aus. Somit blieb Frankreich als einziger Ort für eine Offensive übrig.
Falkenhayn argumentierte dabei:

„Frankreich [ist] in seinen Leistungen bis nahe an die Grenze des noch Erträglichen gelangt – übrigens in bewundernswerter Aufopferung. Gelingt es, seinem Volk klar vor Augen zu führen, dass es militärisch nichts mehr zu hoffen hat, dann wird die Grenze überschritten, England sein bestes Schwert aus der Hand geschlagen werden.“

Falkenhayn hoffte, dass auf den Zusammenbruch des französischen Widerstands der Rückzug der britischen Streitkräfte folgen würde.
Als Angriffsziel zog er die Befestigungen um Belfort und Verdun in Erwägung. Aufgrund der militärisch eher unbedeutenden Lage Belforts in der Nähe der deutsch-französischen Grenze gab Falkenhayn Verdun den Vorzug.
Nachdem die deutsche Offensive nach den Grenzschlachten im September 1914 bei Saint-Mihiel einen Frontkeil gebildet hatte, stellte dieser eine ständige Bedrohung für die französischen Verteidiger dar. Dadurch konnte die deutsche 5. Armee unter Wilhelm von Preußen von drei Seiten angreifen, während das französische Oberkommando GQG gezwungen war, von anderen wichtigen Frontabschnitten Truppen abzuziehen und über den schmalen Korridor zwischen Bar-le-Duc und Verdun an den angegriffenen Abschnitt zu verlegen.

Der deutsche Plan sah vor, die Offensive zunächst mit einem Vorstoß der 5. Armee unter Kronprinz Wilhelm vom Ostufer der Maas zu beginnen. Ein gleichzeitiger Angriff auf beiden Seiten des Flusses wurde von Falkenhayn ausgeschlossen. Er begründete seine Entscheidung damit, dass die Truppen frontal gegen eine starke, gut ausgebaute Stellung hätten anrennen müssen. Wäre der Angriff dort gescheitert, hätte die Gefahr einer dauerhaften Entblößung der Flanke am Ostufer bestanden, da nicht genügend Truppen vorhanden wären, um den Versuch zu wiederholen. Um die Bedingungen auf der Westseite des Flusses zu verbessern, wurde beschlossen, den Angriff auf der Ostseite abzuwarten. Falkenhayn rechnete mit einem großen Anfangserfolg, worauf die Franzosen wahrscheinlich gezwungen wären, die nächstgelegenen Truppen auf dem Westufer einzusetzen, um ihn aufzuhalten. Die Regelung, die Angriffe zeitversetzt zu starten, hatte den Vorteil, dass die Truppen, die für die Operation westlich des Flusses vorgesehen waren, im Falle einer feindlichen Entlastungsoffensive an einem anderen Teil der Front zur Verfügung standen.

### Die Festung Verdun
Obwohl bereits zu römischen Zeiten befestigt, gehen die Verteidigungsanlagen von Verdun auf die Zeit nach dem Deutsch-Französischen Krieg von 1870/71 zurück. Der französische Festungsbauer Raymond Adolphe Séré de Rivières ließ ab 1874 einen Ring aus 40 Forts und 20 Werken um die Stadt errichten. Die vordere französische Verteidigungslinie zog sich von Brabant durch den Südwestzipfel des Waldes von Consenvoye, durch den Caures-Wald, den Haumont-Wald, den Wald von Ville und Herbebois. Die zweite Stellung, etwa 3 Kilometer hinter der ersten, verlief von Samogneux über Höhe 344 durch den Chaumeswald, sowie östlich des Caurrièreswalds nach Süden bis zum Dorf Bezonvaux. Die dritte Stellung verlief über den Côte de Talou, Côte du Poivre, das Dorf Louvemont sowie über die Höhe 378. Die Hauptverteidigungstellung mit dem Fort Douaumont befand sich 2 Kilometer von der Höhe 378 entfernt. Hinter der Hauptlinie folgte die innere Befestigung, zu denen die Forts Belleville, St. Michel, Souville und Tavannes gehörten.

Anfang 1915 wurden die Verteidigungsanlagen von Verdun durch die deutsche Haubitze Dicke Berta getestet. Das Ergebnis: Die Befestigungen hielten direkten Treffern stand. Die Truppen im Inneren waren zwar psychisch und physisch erschüttert, aber dennoch kampfbereit. Marschall Joffre, immer noch unter dem Eindruck der Niederlage von Namur und Lüttich, überredete die Regierung in Paris jedoch zu einer Neubewertung von Verdun. In dem Bericht, der dem Präsidenten zur Genehmigung vorgelegt wurde, wurde zwar festgestellt, dass die Befestigungen durchaus einigen Wert besaßen, dennoch wurde entschieden die Verteidigungsanlagen nach und nach abzubauen. Das GQG unter Joffre erklärte Verdun am 5. August 1915 offiziell zum Zentrum der Région fortifiée de Verdun – RFV („Befestigte Region von Verdun“). Die Entscheidung kam für viele Offiziere überraschend und die Unzufriedenheit über den Zustand der Festungsanlagen von Verdun wuchs stetig an. Als General Pétain im Februar 1916 das Kommando über Verdun erhielt, erklärte er: Die Erfahrung der letzten Kämpfe hat die Widerstandsfähigkeit der Festungen bewiesen ... die Festungen können und sollten daher überall dort eingesetzt werden, wo sie vorhanden sind. Schließlich machte er sich daran, die Verteidigungsanlagen wieder aufzurüsten.

### Vorbereitung der deutschen Offensive

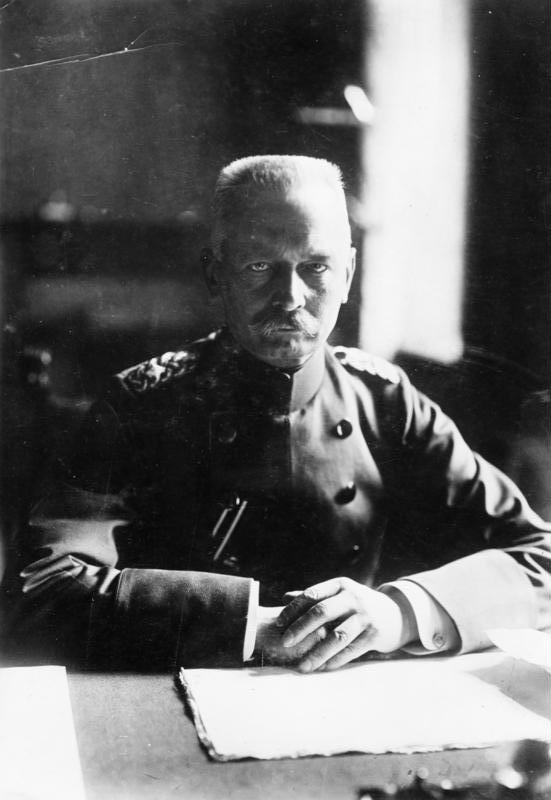
Erich von Falkenhayn (1913)

In Vorbereitung auf die folgende Operation wurden von deutschen Militäringenieuren mehrere neue Bahnlinien und Bahnhöfe gebaut. Dutzende kleiner Dörfer in diesem Sektor wurden evakuiert, wobei Gebäude entweder in Beschlag genommen oder abgerissen wurden, um Quartiere und andere Einrichtungen für mehr als 140.000 Soldaten herzurichten. Auf einer Länge von über 13 km wurden 1.220 Geschütze zusammengezogen, die mit einem Vorrat von 2,5 Mio. Granaten ausgestattet waren. Die Luftstreitkräfte bestanden aus den Kampfgeschwadern der Obersten Heeresleitung (Kagohl) I. und II., die jeweils mit zwei zusätzlichen Kampfstaffeln (Kastas) und zehn Feldflieger Abteilungen verstärkt wurden.
Am Ostufer der Maas sollten am ersten Angriffstag sechs Divisionen den ersten Angriff tragen:
- Das VII. Reserve-Korps unter General der Infanterie Hans von Zwehl mit der 13. und 14. Reserve-Division zwischen Consenvoye bis Flabas.
- Das XVIII. Armee-Korps unter General der Infanterie Dedo von Schenck mit der 21. und 25. Division in der Mitte.
- Das III. Armee-Korps unter General der Infanterie Ewald von Lochow mit der 5. und 6. Division zwischen Ville und Gremilly.

Am linken Flügel auf der Woevre-Ebene im Osten sollten sich
- das V. Reserve-Korps unter General der Infanterie Erich von Gündell mit der 9. und 10. Reserve-Division
- das XV. Armee-Korps unter General der Infanterie Berthold von Deimling mit der 30. und 39. Division an den folgenden Tagen dem Angriff anschließen.

Am Westufer der Maas sollte
- das VI. Reserve-Korps unter General der Infanterie Konrad Ernst von Goßler mit der 11. und 12. Reserve-Division vorerst den Hauptangriff nur durch ihre Artillerie unterstützen.[7]

### Französische Reaktion
Trotz massivster Einwände von General Frédéric Herr, dem Befehlshaber von Verdun, tat Joffre die Bedenken als unbegründet ab. Erst als im Januar eine Nachricht von Kronprinz Wilhelm an seine Truppen entdeckt wurde, in der es um die Einnahme von Verdun bis Februar ging, wurde Joffre hellhörig. Das schlechte Wetter verhinderte nicht nur eine sorgfältige deutsche Luftaufklärung, sondern verschaffte den Franzosen Zeit, sich auf einen Angriff vorzubereiten. Als am 17. Januar das Wetter aufklarte, entdeckte die französische Luftaufklärung keine neuen Annäherungsgräben. Das Fehlen dieser Gräben deutete darauf hin, dass kein Angriff bevorstand. Doch statt sichtbarer Gräben hatten die Deutschen unterirdische Stollen angelegt, um sich vor der feindlichen Luftaufklärung zu verstecken. Dennoch ließen sich nicht alle Anzeichen für eine bevorstehende Schlacht verbergen. Berichte des Deuxième Bureau zeigten, dass die Deutschen begannen, ihre Geschütze einzuschießen. Deserteure erzählten von der Streichung sämtlichen Fronturlaubs und äußerten Bedenken, dass „etwas Schreckliches“ bevorstehe. Trotz dieser Alarmzeichen schien Paris kaum besorgt zu sein. Während Joffre Douglas Haig versicherte, dass die Deutschen einen Angriff im Osten planten, bestand das GQG darauf, dass, wenn es eine Offensive gäbe, diese im Artois oder in der Champagne stattfinden würde. Am 24. Januar schickt Joffre, wahrscheinlich aufgrund der Intervention des französischen Kriegsministers Joseph Gallieni, seinen Generalstabschef General Edouard de Castelnau nach Verdun. Dort angekommen, befahl er Herr, die Befestigungsanlagen am Ostufer der Maas zu verstärken und einen Zwischengraben zwischen der ersten und zweiten Linie auszuheben. Am 12. Februar schickte Joffre ihm schließlich das VII. und XXX. Korps sowie die 51. und 72. Infanterie-Reservedivision.
Herr ließ drei Gruppen bilden, die jeweils einen Sektor verteidigen sollten.
- Auf dem linken Ufer der Maas befand sich das VII. Armee-Korps unter Generalmajor Georges de Bazelaire, bestehend aus der 29. Infanterie-Division und der 67. Reserve-Division.

- Im Norden lag das XXX. Armee-Korps unter Generalmajor Paul Chrétien, bestehend aus der 14. Infanterie-Division sowie der 51. und 72. Reserve-Division.

- Im Osten befand sich das II. Armee-Korps unter Generalmajor Denis Auguste Duchêne, bestehend aus der 3., 4. und 132. Infanterie-Division.

- Als Reserve standen die 16., 37. und 48. Infanterie-Division zur Verfügung.[7]

## Die Schlacht

### Februar

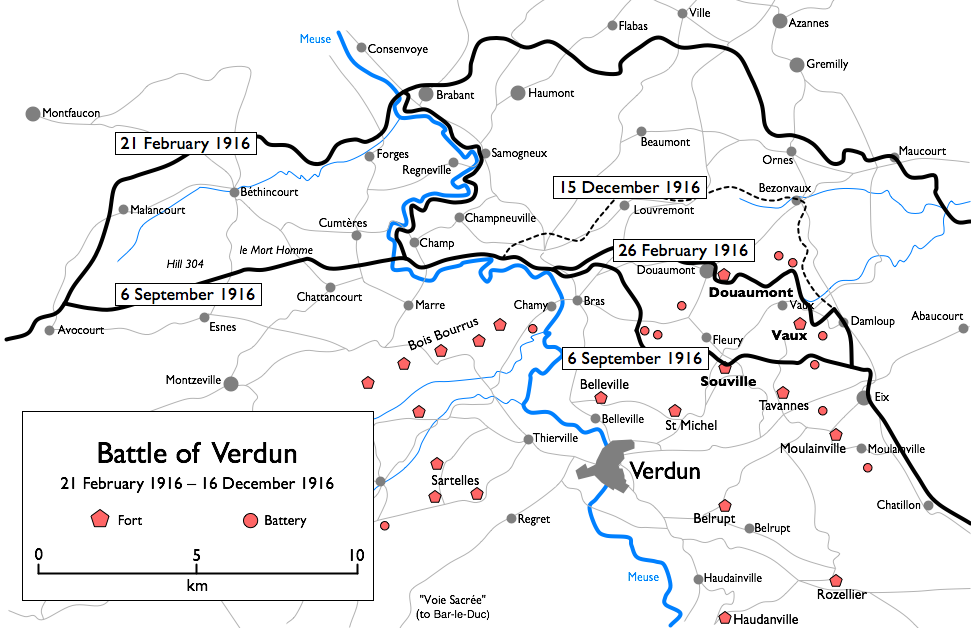
Verdun mit den umliegenden Forts

Am Morgen des 21. Februar 1916 eröffneten die 1.220 deutschen Geschütze gleichzeitig das Feuer auf die französischen Stellungen und auf das Hinterland. Der Höhepunkt des Beschusses war um 16 Uhr erreicht. Währenddessen standen sechs deutsche Infanteriedivisionen zum Angriff bereit. Die erste Angriffswelle begann um 17 Uhr. Die deutschen Truppen hatten ausdrückliche Befehle, zunächst das Gebiet nur zu erkunden, die vordersten französischen Gräben einzunehmen und sie gegen etwaige Gegenangriffe auszubauen. Die deutschen Flieger beherrschten den Luftraum, klärten französische Bereitstellungen auf und bombardierten Batteriestellungen, Flugplätze sowie Versorgungseinrichtungen. Das VII. Reservekorps unter General Johann von Zwehl stieß unter Missachtung dieser Weisungen zum Bois d'Haumont vor, den es nach fünfstündigem Kampf einnehmen konnte. Als General Schmidt von Knobelsdorf über die deutschen Anfangserfolge informiert wurde, ordnete er an: Gut, denn mal alles heute nehmen!. Das XVIII. Armeekorps traf im Wald von Caures auf das 56. und 59. Jäger-Reserve-Bataillon unter Oberstleutnant Émile Driant. Trotz hoher Verluste durch das vorausgehende Sperrfeuer gelang es den Franzosen, den deutschen Vorstoß aufzuhalten.

Am 22. Februar setzte das deutsche Heer seine Angriffe unbeirrt fort. Die französischen Soldaten verteidigten sich in versprengten Widerstandsnestern, konnten den deutschen Vormarsch jedoch nicht aufhalten. Die beiden Jägerbataillone im Wald von Caures wurden nach Samogneux, Beaumont-en-Auge und Ornes zurückgedrängt. Gleichzeitig gelang die Einnahme von Haumont-près-Samogneux. Am 23. Februar folgten heftige Gefechte um die Dörfer Brabant und Wavrille sowie den Herbebois. Am 24. Februar wurde Beaumont-en-Verdunois eingenommen, wobei französische MG-Stellungen zahlreiche Angreifer töteten oder verwundeten. Weiterhin wurden die Dörfer Brabant, der Herbebois, die Höhe 344, das Vaux-Kreuz und die Wälder Caures, Chaume und Wavrille erobert. Aufgrund der massiven deutschen Geländegewinne, insbesondere des dritten Korps, befürchtete General Fernand de Cary, dass die Truppen, die den nordöstlichen Sektor über der Woëvre-Ebene verteidigten, zusammenbrechen könnten. Mit der Woëvre-Ebene in deutscher Hand drohte die französische Stellung am Ostufer der Maas in Gefahr zu geraten. Daher ordnete de Cary um 19 Uhr einen Rückzug auf die Maashöhen an. Der gleichzeitige Vorschlag von General Herr, die rechte Seite der Maas zu räumen, wurde von General Joffre abgelehnt. Stattdessen entsandte er die 2. Armee unter General Pétain sowie seinen Stabschef de Castelnau nach Verdun.

Am 25. Februar erreichten deutsche Einheiten das Dorf Louvemont-Côte-du-Poivre und wurden von mehreren MG-Nestern gestoppt. Nach schwerem zweistündigen Kampf konnte es erobert werden. Weiterhin richteten sich die deutschen Angriffe gegen das Dorf Bezonvaux. Die Franzosen leisteten erbitterten Widerstand, doch konnten die Deutschen das Dorf bis zum Einbruch der Nacht unter ihre Kontrolle bringen. Am selben Tag gelang deutschen Soldaten in einem Handstreich die Einnahme des Forts Douaumont. Das 4. brandenburgische Infanterie-Regiment erhielt am 25. Februar den Befehl, sich etwa einen Kilometer vor Fort Douaumont zu verschanzen, um das Vorgehen des 2. Brandenburgischen Grenadier-Regiments gegen das Dorf Douaumont zu unterstützen. Die Soldaten des Regiments arbeiteten sich jedoch eigenmächtig bis an das Fort heran und warfen die außen verteidigende französische 37. Division zurück. Umzingelt ergaben sich die Franzosen ohne Kampf.

#### Festigung der französischen Front durch General Pétain

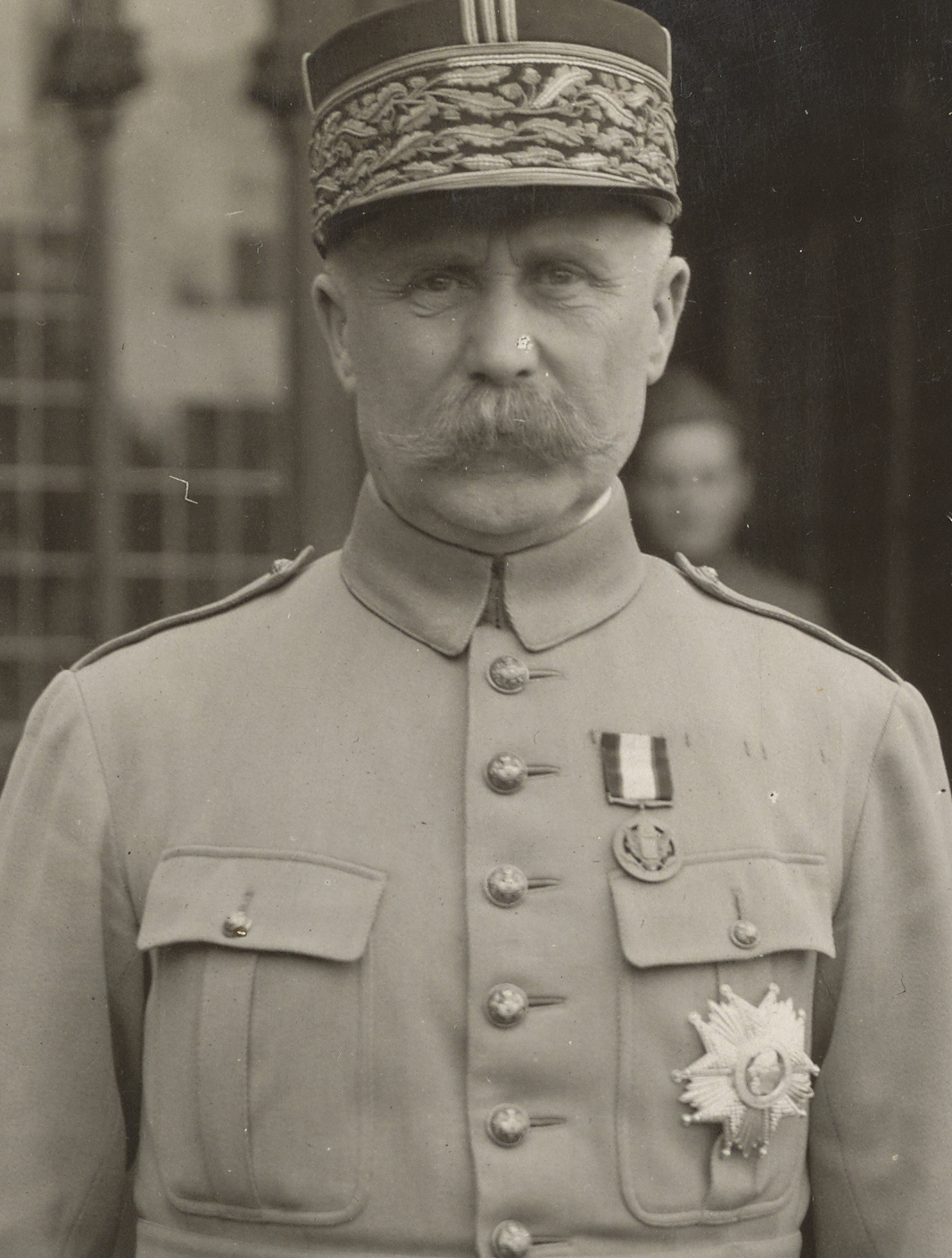
Philippe Petain um 1915

Nach seiner Ankunft am 25. Februar wurde General Philippe Pétain einen Tag später zum Oberbefehlshaber von Verdun ernannt. Trotz der katastrophalen Lage, in der sich Pétain befand, war er entschlossen, das Ostufer der Maas um jeden Preis zu verteidigen. Durch ihr weites und schnelles Vorrücken hatten die Deutschen ihre eigene schwere Artillerie weit hinter sich gelassen. Da es viel Zeit in Anspruch nahm, sie wieder in Stellung zu bringen, war die Infanterie der französischen Artillerie auf dem linken Ufer des Flusses ausgesetzt. Anstelle der offensive á outrance beschloss er, eine position de barrage zu schaffen, einen gut organisierten Verteidigungswall entlang der Linie der Forts von Verdun. Daher befahl er seinen Ingenieuren, die früher vernachlässigten und unbeachteten Forts wiederherzustellen und zu erweitern. Zwischen dem 27. Februar und dem 6. März wurde eine tief gegliederte Verteidigung mit vier verschiedenen Linien errichtet. Im hinteren Teil wurden die Forts des inneren Rings Tavannes, Souville und Belleville durch ein Netz von Schützengräben miteinander verbunden. Zu den weiteren Maßnahmen zählte auch die effektivere Organisation des Nachschubs. Er ließ die Straße von Bar-le-Duc nach Verdun zweispurig ausbauen, wodurch 3.900 Transportfahrzeuge die Stadt erreichen konnten. Zwischen dem 28. Februar und dem 6. März gelang es den französischen Streitkräften mit Hilfe dieses Fuhrparks insgesamt 190.000 Soldaten und etwa 25.000 Tonnen an Nachschubgütern in den bedrohten Frontbereich zu transportieren, was den Franzosen einen Kräfteausgleich ermöglichte. Obgleich der deutschen Luftaufklärung diese Anstrengungen durchaus bekannt waren, gelang es deutschen Fliegerkräften nicht, die Heranführung der französischen Verstärkungen nennenswert zu stören. Bis Mitte 1916 wuchs die Zahl der französischerseits eingesetzten Lastkraftwagen auf rund 12.000 an (womit die Zahl der nur im Frontbereich vor Verdun eingesetzten französischen Fahrzeuge die Anzahl aller deutschen Lastwagen an der gesamten Westfront übertraf).

### März
Wenige Tage nach der Einnahme des Fort Douaumont unternahmen die deutschen Truppen Angriffe auf das westlich gelegene Dorf Douaumont. Unterstützt durch MG-Schützen, die sich in den Geschütztürmen des Forts verschanzt hatten, griffen die Deutschen die französischen Stellungen im Dorf an, wurden aber unter hohen Verlusten abgewiesen. Der französische Widerstand sollte durch die immer nähere Verlegung der deutschen Artillerie an die Front gebrochen werden. Bis zum 2. März konnten die Deutschen das Dorf Douaumont vollständig besetzen. Die auf dem Westufer befindliche französische Artillerie verhinderte mit ihrem Flankenfeuer einen weiteren Vormarsch östlich der Maas. Um dieses Hindernis auszuschalten, beauftragte Falkenhayn General von Goßler und von Zwehl mit einem Angriff auf Côte de l'Oie (Gänserücken), Côte de Poivre (Pfefferrücken), Höhe Toter Mann sowie Höhe 304. Am 6. März gingen die Deutschen nach starkem, vorbereitenden Artilleriefeuer in zwei Spitzen zum Angriff gegen die französischen Stellungen am linken Maasufer über. Nach heftigen Gefechten stießen die Deutschen zum Bois des Corbeaux (Rabenwald) und zum Bois de Cumières vor. Am 7. März gelang die Einnahme der Dörfer Regnéville und Forges sowie der beiden Höhenstellungen Côte de l'Oie und Côte de Poivre. Am Abend des gleichen Tages hatten die deutschen Truppen einen Teil der Höhe 304 besetzt, jedoch drängte sie ein entschlossener französischer Gegenangriff wieder zurück.
 
Am 8. März hatten die Deutschen die Werke im Wald von Hardaumont und Teile des Dorfes Vaux eingenommen. Anschließend waren die Deutschen 250 bis 300 m an das Fort herangekommen. Die Franzosen hielten jedoch ihre Stellung im Inneren des Forts, und ihre Artillerie belegte von nun an die Höhenkuppe zur Seite der angreifenden Deutschen mit konstantem Feuer. Am 9. März wurde die Falschmeldung verbreitet, deutsche Truppen seien eingedrungen und das Fort sei gefallen. Als dem deutschen Generalstab bewusst wurde, dass die Einnahme des Fort de Vaux nicht erfolgt war, befahl er die tatsächliche Einnahme der Befestigung. So unternahmen deutsche Truppen am 10. März 1916 mehrere Sturmangriffe, die unter hohen Verlusten scheiterten. Während des gesamten Monats März zogen sich die zermürbenden und extrem brutalen Kämpfe ohne klaren Ausgang hin. Am 14. März eroberten die Deutschen den Hügel 265, der den westlichen Teil der Stellung von Mort-Homme bildet, aber es gelang ihnen nicht, den östlichen Teil, den Hügel 295, einzunehmen. Am 20. März wurden die Wälder von Avocourt und Malancourt eingenommen, und nach heftigen Kämpfen konnte das Dorf Malancourt am 31. März erobert werden. Die äußerst verlustreich verlaufenden Kämpfe veranlassten das Oberkommando der 5. Armee zu einem Umdenken in seinem Vorgehen. Um die Kämpfe auf beiden Seiten der Maas besser koordinieren zu können, sollten jeweils zwei Verbände geschaffen werden – am Ostufer die Angriffsgruppe Ost unter General Bruno von Mudra und am Westufer Angriffsgruppe West unter General Max von Gallwitz.

### April

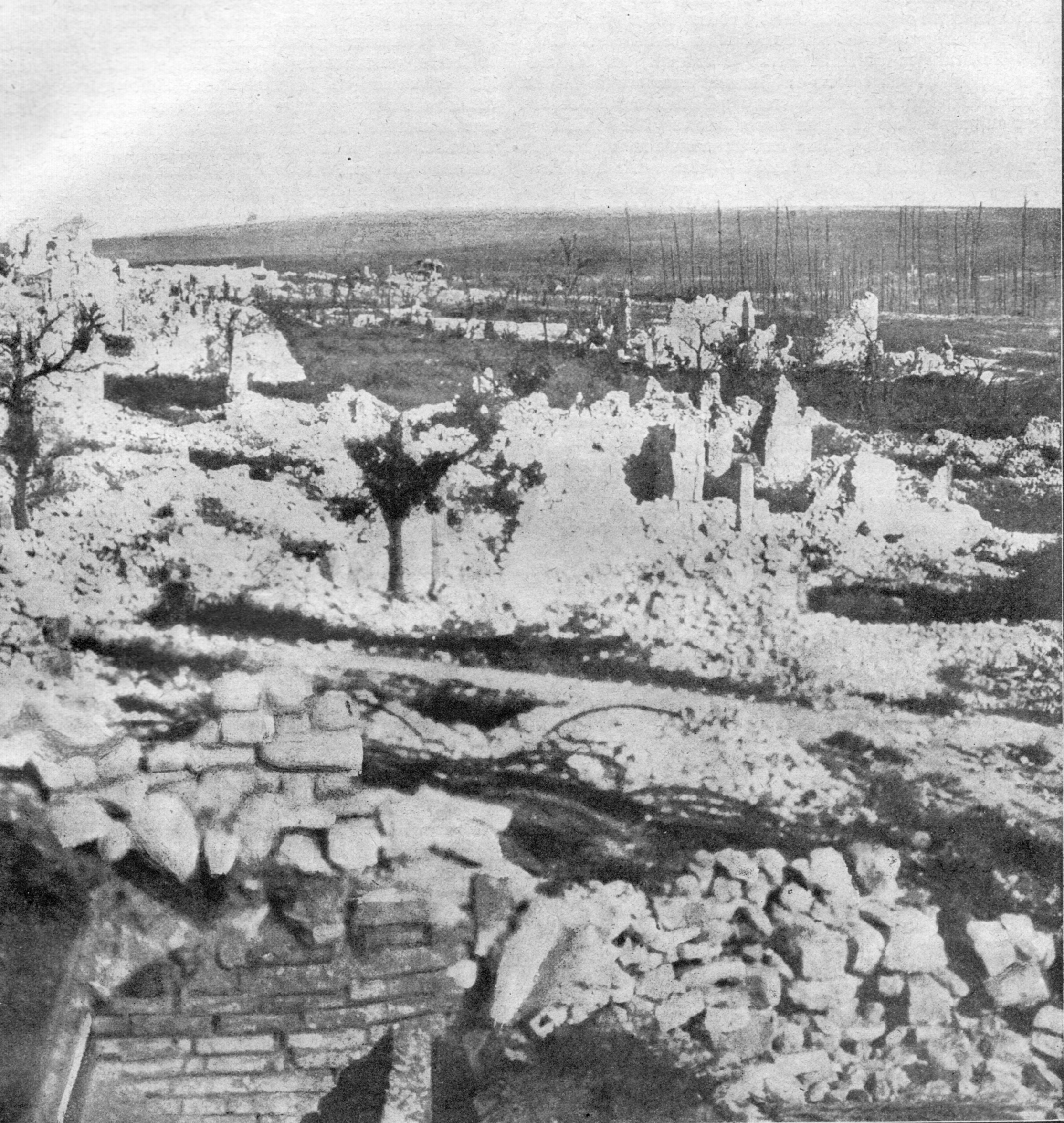
Die Überreste des Dorfes Haucourt am Fuße der Höhe 304 nach der Eroberung durch deutsche Truppen

Das Scheitern der Angriffsgruppe Ost, ihr Ziel, eine Linie von Ouvrage de Thiaumont, bis Fleury, Fort Souville und Fort de Tavannes zu erreichen, veranlasste Falkenhayn Anfang April zur Überlegung, die Offensive zu beenden. Optimistische Nachrichten, dass die Franzosen kurz vor der Erschöpfung stünden und zu einer großen Offensive nicht mehr fähig seien, ließen ihn jedoch wieder davon abrücken. Insgesamt blieb die Frontlinie am Westufer der Maas entlang der Höhenzüge hängen und die Schlacht entwickelte sich im Verlauf der nächsten 30 Tage mehr und mehr zu einem reinen Artilleriegefecht. Als Knobelsdorf von der schlechten Lage an der Front erfuhr, plädierte er für eine Rückkehr zu Angriffen auf breiter Front mit unbegrenzten Zielen. Falkenhayn stimmte zu, und bis Ende April wurden weitere 21 Divisionen nach Verdun entsandt. Am 5. April konnte das Dorf Haucourt und am 8. April Bethincourt erobert werden. Auf dem rechten Ufer erreichten die Deutschen nach massiven Angriffen bei Vaux den Wald von Caillette und die Eisenbahnlinie Vaux-Fleury, wurden aber von der 5. Division zurückgedrängt. Am 9. April griffen die Deutschen auf beiden Seiten des Flusses an. Am linken Ufer konnten sie trotz des heftigen französischen Widerstands an den Nordosthängen des Mort-Homme Fuß fassen. Am rechten Ufer wurde der Côte de Poivre angegriffen, blieb aber in französischer Hand.

Der vom 9. bis zum 14. April am „Toten Mann“ in Stellung liegende französische Hauptmann Augustin Cochin sah in der ganzen Zeit in den ersten Linien keinen einzigen angreifenden deutschen Soldaten:

„Die letzten zwei Tage in eisigem Schlamm, unter furchtbarem Artilleriefeuer, mit keiner anderen Deckung als der Enge des Grabens … Natürlich hat der boche nicht angegriffen, das wäre auch zu dumm gewesen … Ergebnis: Ich bin hier mit 175 Mann angekommen und mit 34 zurückgekehrt, von denen einige halb verrückt geworden sind … Sie antworteten nicht mehr, wenn ich sie ansprach.“

Ab dem 10. April beschränken sich die Operationen auf lokale Aktionen, entweder als Antwort auf die französischen Gegenangriffe vom 11. April zwischen Douaumont und Vaux und am 17. April zwischen der Maas und Douaumont, oder bei dem Versuch, Schlüsselpositionen einzunehmen, wo die Franzosen heftigen Widerstand leisteten.

### Mai

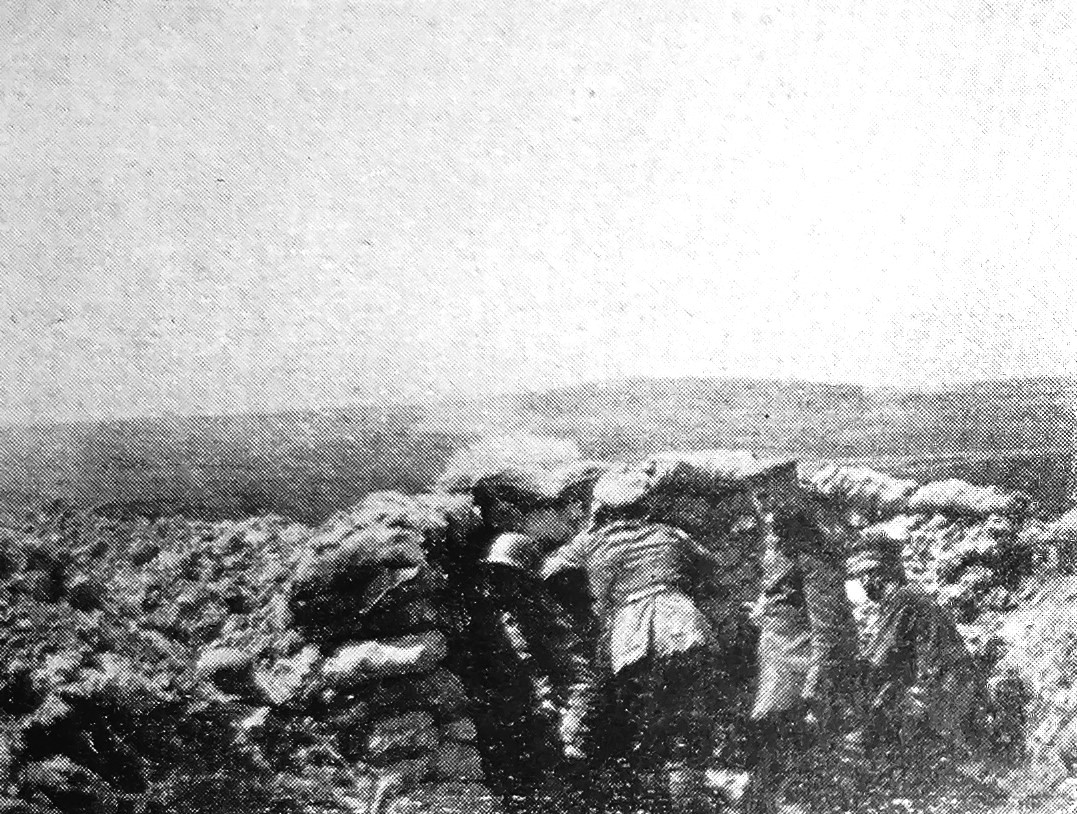
Beobachtung der Beschießung von Höhe 304 am 19. Mai 1916.

Anfang Mai übernahm General Petain das Kommando über die Groupe d’Armées du Centre (zentrale Heeresgruppe) und General Nivelle das Kommando über die Armee von Verdun. Vom 4. bis zum 24. Mai griffen die Deutschen in der Gegend von Mort Homme an. Am 4. Mai eroberten sie den Nordhang des Hügels 304, wo es am 5. und 6. Mai zu schweren Kämpfen kam. Mit einem energischen Angriff am 7. Mai zwangen sie die Franzosen, den Kamm des Hügels 304 aufzugeben. Aufgrund des schweren Artilleriebeschusses konnte er jedoch nicht eingenommen werden. Am 24. Mai fielen schließlich Cumieres und Caurettes. In der Wiedereroberung von Fort Douaumont sah Nivelle seine wichtigste Aufgabe. Mit der Durchführung beauftragte er die 5. Division unter General Charles Mangin. Der erste Schritt von Mangin war die Rückeroberung der von den Deutschen gehaltenen Schluchten von Fausse-Côte und Couleuvre, um die Wege für einen deutschen Gegenangriff zu versperren. Anschließend sollte der Hauptangriff folgen. Ab dem 15. Mai begann die französische Artillerie mit dem Beschuss von Fort Douaumont. Während der Beschießung waren die deutschen Besatzer im Fort massiven Strapazen ausgesetzt. Durchgänge wurden verschüttet, die Wasserversorgung war unzureichend und das Atmen wurde durch Betonstaub, Abgase und Leichengeruch beeinträchtigt. Außerhalb war die Lage sogar noch schlimmer. Der massive Einsatz der französischen Artillerie hatte viele Verteidigungsstellungen zerstört. Die Verbindung zur Nachhut war unterbrochen und die Soldaten litten an Durst. Am Mittag des 22. Mai begannen die Franzosen mit dem Angriff. Die Gräben von Morchée und Bonnet d'Evèque konnten schnell eingenommen werden, jedoch verhinderten schwere Verluste ein weiteres Vordringen. Ungeachtet des deutschen Widerstands erreichten die Franzosen bald das Fort und konnten über die West- und Südseite eindringen. Ohne nachrückende Verstärkung mussten sich die Franzosen nach einem deutschen Gegenangriff zurückziehen. Die Truppen im Inneren waren isoliert und wurden zur Aufgabe gezwungen.

### Juni
Am 2. Juni begann ein erneuter Angriff auf Fort Vaux. Die Deutschen versuchten, das Fort wiederholt zu stürmen, wurden aber stets mit schweren Verlusten abgewiesen. Es dauerte bis zum 8. Juni, bis das Fort erobert werden konnte. Obwohl die Einnahme von Fort Vaux einen weiteren Pfeiler der östlichen Festungsanlagen vor Verdun weggeschlagen hatte und als großer taktischer Erfolg angesehen wurde, hatte sich Anfang Juni der Druck auf das deutsche Heer gewaltig erhöht. Mit dem Beginn der Brussilow-Offensive am 4. Juni sah sich die OHL gezwungen Truppen von Verdun nach Osten zu verlegen, um einen Zusammenbruch der dortigen Front zu verhindern.

Trotz der nun geringeren Zahl einsatzfähiger Soldaten entschied Falkenhayn, die deutsche Offensive vor Verdun fortzuführen. General Schmidt von Knobelsdorf arbeitete mit seinem Stab die unmittelbare Fortsetzung des Angriffs im Raum Fort Vaux aus, der sich gegen Fort de Souville, das Ouvrage de Thiaumont und das Dorf Fleury-devant-Douaumont richten sollte. Um 5 Uhr morgens begann der Angriff. 17 Regimenter wurden gleichzeitig gegen die Front geworfen, was zur Einnahme der Redoute von Thiaumont und zur Verstärkung des Dorfes Fleury führte, aber nicht zur Einnahme von Fort Souville.

### Juli bis Oktober
Mit dem Beginn des britischen Vorstoßes an der Somme war die OHL gezwungen, weiter Artillerie und Infanterie von Verdun abzuziehen. Dies schränkte die Offensivmöglichkeiten der Deutschen weiter ein. Dennoch gelang es Schmidt von Knobelsdorf, Falkenhayn ein weiteres Mal davon zu überzeugen, die Schlacht fortzusetzen. Am 9. Juli sollte ein Angriff auf Fort Souville erfolgen. Mit der Eroberung des Forts, das die Stadt Verdun überblickte, erhoffte sich die Armeeführung den endgültigen Durchbruch auf der rechten Seite der Maas. Nach einem zweitägigen Bombardement rückten die Deutschen gegen das Fort vor, fielen aber bald dem schweren französischen Artillerie- und Maschinengewehrfeuer zum Opfer. Einigen deutschen Soldaten gelang es jedoch, die Spitze des Forts zu erreichen, bevor sie durch einen massiven französischen Gegenangriff zurückgedrängt wurden. Die Deutschen hatten ihren weitesten Punkt in Richtung Verdun erreicht. Am 11. Juli befahl Falkenhayn die Einstellung jeglicher Offensivbemühungen. Für den Rest des Monats folgten nur noch kleinere französische Gegenangriffe, die aber alle von den Deutschen abgewehrt werden konnten.

Nach dem Ende der Offensivbemühungen auf deutscher Seite sollten die gewonnenen Positionen weiter gefestigt und ausgebaut werden. Wiederholte französische Gegenangriffe verhinderten jedoch eine effektive Konsolidierung der deutschen Linien. Um ein Einbrechen der Front zu verhindern, war eine rein defensive Taktik nicht ausreichend. Am 1. August begann ein erneuter Angriff auf Fort Souville, bei dem die Deutschen bis auf 900 m vorstießen. Französische Gegenangriffe, die sich bis Mitte August hinzogen, konnten dabei nur einen kleinen Teil des besetzten Geländes zurückerobern. Am 15. August zog Falkenhayn in einem Schreiben an Kronprinz Wilhelm den vollständigen Abbruch der Schlacht in Erwägung, da Sparsamkeit in der Ausgabe von Menschen und Munition geboten sei. Während der Stabschef der 5. Armee, von Knobelsdorf, auf der Leistungsfähigkeit seiner Truppe und auf einer unentwegten Fortsetzung des Angriffs beharrte, erkannte der Kronprinz, dass dies nicht mehr ohne Weiteres möglich war. Ohne Möglichkeit, sich mit seinem Stabschef zu verständigen, bat er deshalb den Kaiser um die Abberufung Knobelsdorfs. Am 23. August entsprach Wilhelm II. dieser Bitte, sein Nachfolger wurde Walther von Lüttwitz.
Lüttwitz stimmte mit dem Kronprinzen darin überein, dass jeder Gedanke an einen Durchbruch eine Illusion sei. In Berlin sah Reichskanzler Bethmann-Hollweg dies jedoch lediglich als ein Versagen von Falkenhayn. Als am 28. August Rumänien an der Seite der Entente in den Krieg eintrat wurde Falkenhayn auf Betreiben des Reichskanzlers durch Generalfeldmarschall Paul von Hindenburg ersetzt. Nach seiner Ankunft an der Westfront ordnete Hindenburg die Beendigung aller Offensivaktionen an.

#### Beginn der französischen Offensive
Die deutschen Probleme waren den Franzosen nicht verborgen geblieben. Infolgedessen planten Nivelle und Mangin einen Großangriff am rechten Maasufer zwischen den Forts Douaumont und Vaux. Am 19. Oktober begann die Bombardierung von Fort Douaumont. Bis zum 23. Oktober hatte die französische Artillerie, darunter zwei 400-mm-Schneider-Creusot-Eisenbahngeschütze, den größten Teil des Forts zerstört. Nach der Explosion eines Munitionsdepots, dessen Feuer auf andere Depots überzugreifen drohte, sah sich der Kommandeur des Forts Major Rosendahl schließlich gezwungen, sich aus der Festung zurückzuziehen. Am 24. Oktober gegen 11:40 Uhr begann der Angriff der Infanterie. Die Franzosen griffen mit drei Divisionen an: Der Angriff war ein voller Erfolg und brachte den Franzosen die Steinbrüche von Haudromont, die Redoute Thiaumont, das Fort Douaumont, den Nordrand des Waldes von Caillette, den Teich von Vaux, den Ostrand des Waldes von Fumin und die Batterie von Damloup. Die Eroberung von Fort Vaux schlug jedoch fehl.

### November bis Dezember
Durch den fortgesetzten Beschuss von Fort Vaux sah sich der Kommandant des Forts, Oberstleutnant Bellmann, am 1. November gezwungen, das Fort zu räumen. Am 5. November hatten die Franzosen die Frontlinie des 24. Februar erreicht. Der durchschlagende und volle Erfolg der Offensive war ermutigend für die Franzosen. Es wurde klar, dass die Deutschen vor Verdun materiell und moralisch geschwächt waren. Um den Raum Verdun östlich der Maas vollständig zu räumen, erhielt General Mangin am Abend des 18. November von Nivelle den Auftrag, bis zum 15. Dezember auf dem rechten Maasufer zur Offensive überzugehen. Am 16. Dezember erfolgte ein letzter französischer Großangriff auf dem rechten Ufer der Maas. Dabei konnte Louvemont und Bezonvaux und die deutschen Verbände bei Douaumont über drei Kilometer zurückdrängt werden. Am 20. Dezember verkündete Nivelle den Sieg.

## Nachwirkungen

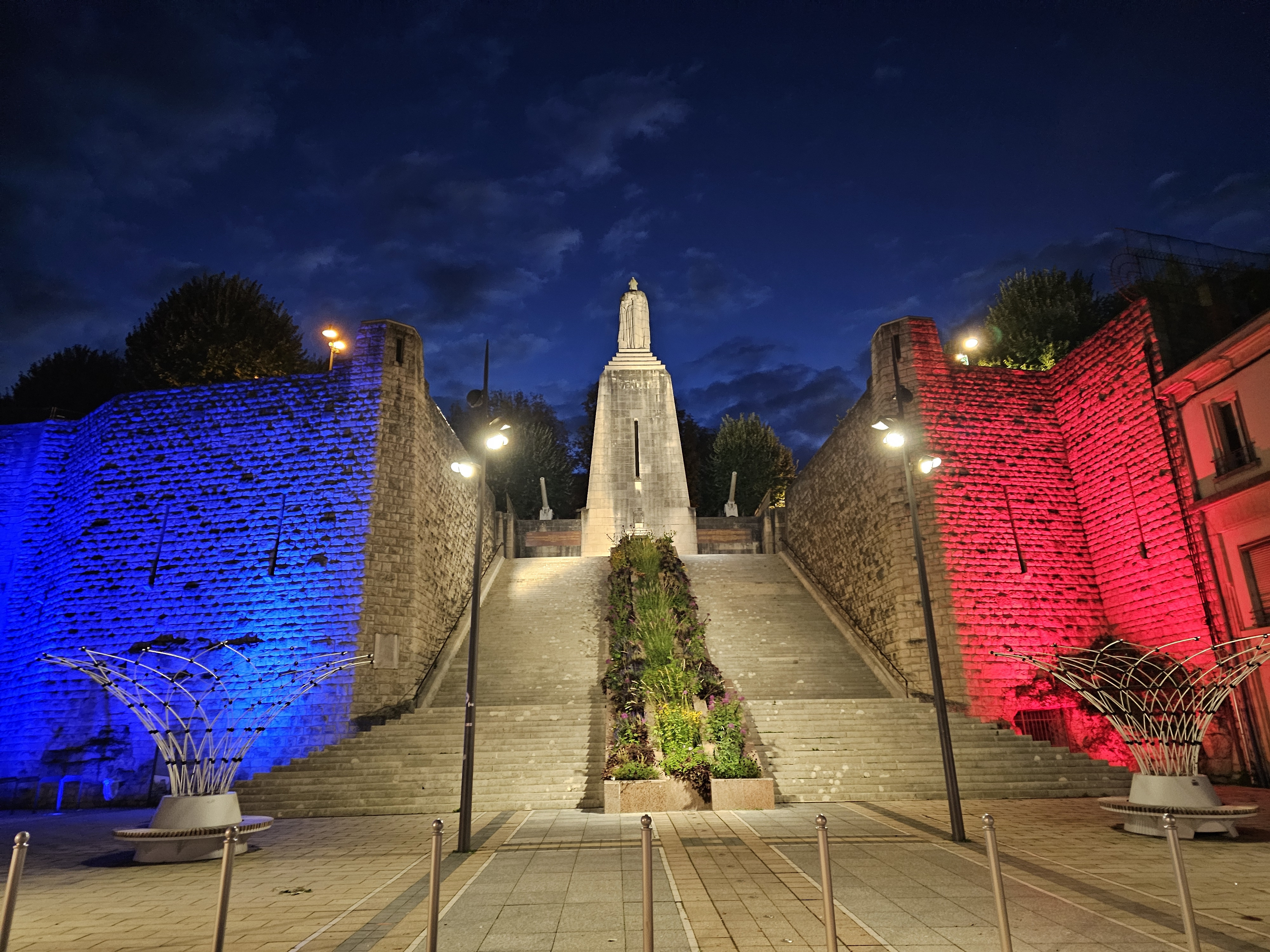
Das Denkmal für den Sieg und die Gefallenen in Verdun im Ersten Weltkrieg. Nachts ist das Denkmal in den französischen Nationalfarben beleuchtet

Der Sieg über die Deutschen beschränkte sich allerdings nur auf das rechte Maasufer. Auf der westlichen Seite hielten die deutschen Truppen immer noch Hügel 304 und Le Mort Homme sowie zahlreiche andere Orte. Die endgültige Räumung dauerte bis zum Ende des Krieges. Über die Frage, wer die Schlacht von Verdun gewonnen hatte, gibt es viele Veröffentlichungen, und die Darstellungen unterscheiden sich stark. Die Bände des Reichsarchivs, die sich mit der Schlacht befassen, tragen den treffenden Titel Die Tragödie von Verdun, während sie für eine ganze Generation französischer Schriftsteller den Höhepunkt von La Gloire darstellt. Die deutschen Militärkritiker sind sich mehr oder weniger einig darin, Falkenhayn die Schuld an der Niederlage zu geben. Sie bemängeln seine Unfähigkeit, alles auf einen Punkt zu konzentrieren, seine Vorliebe für begrenzte Offensiven, seine stillschweigende Überzeugung von der Philosophie der Zermürbung und seine grenzenlose Unentschlossenheit, nachdem er in Verdun den Angriff gewagt hatte. Auf französischer Seite machten Schriftsteller und Medien Verdun zu einem heiligen Ort. Wenn Verdun bedroht war, war auch Frankreich bedroht. Umgekehrt wurden die Fehler des französischen Militärs durch den Triumph französischer Soldaten wieder gutgemacht, und die französische Nation und ihr Volk wurden gerettet.

### Verluste

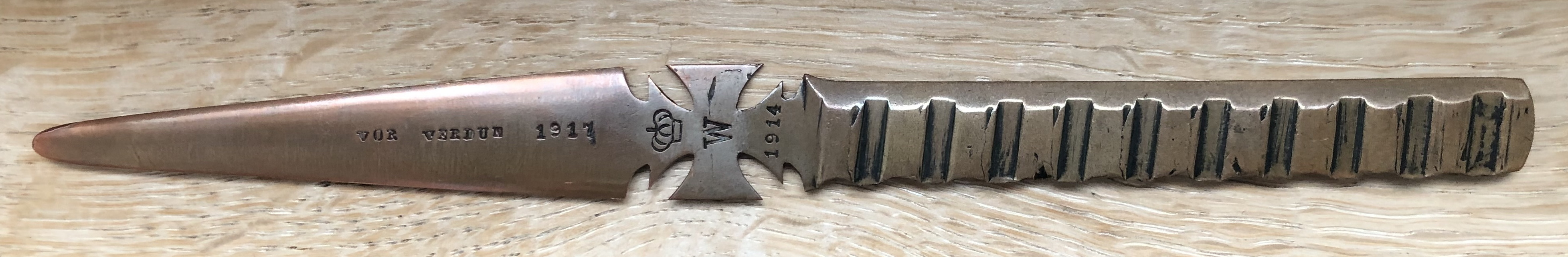
Brieföffner VOR VERDUN 1917 (W 1914), Bronze, Soldatenandenken ...

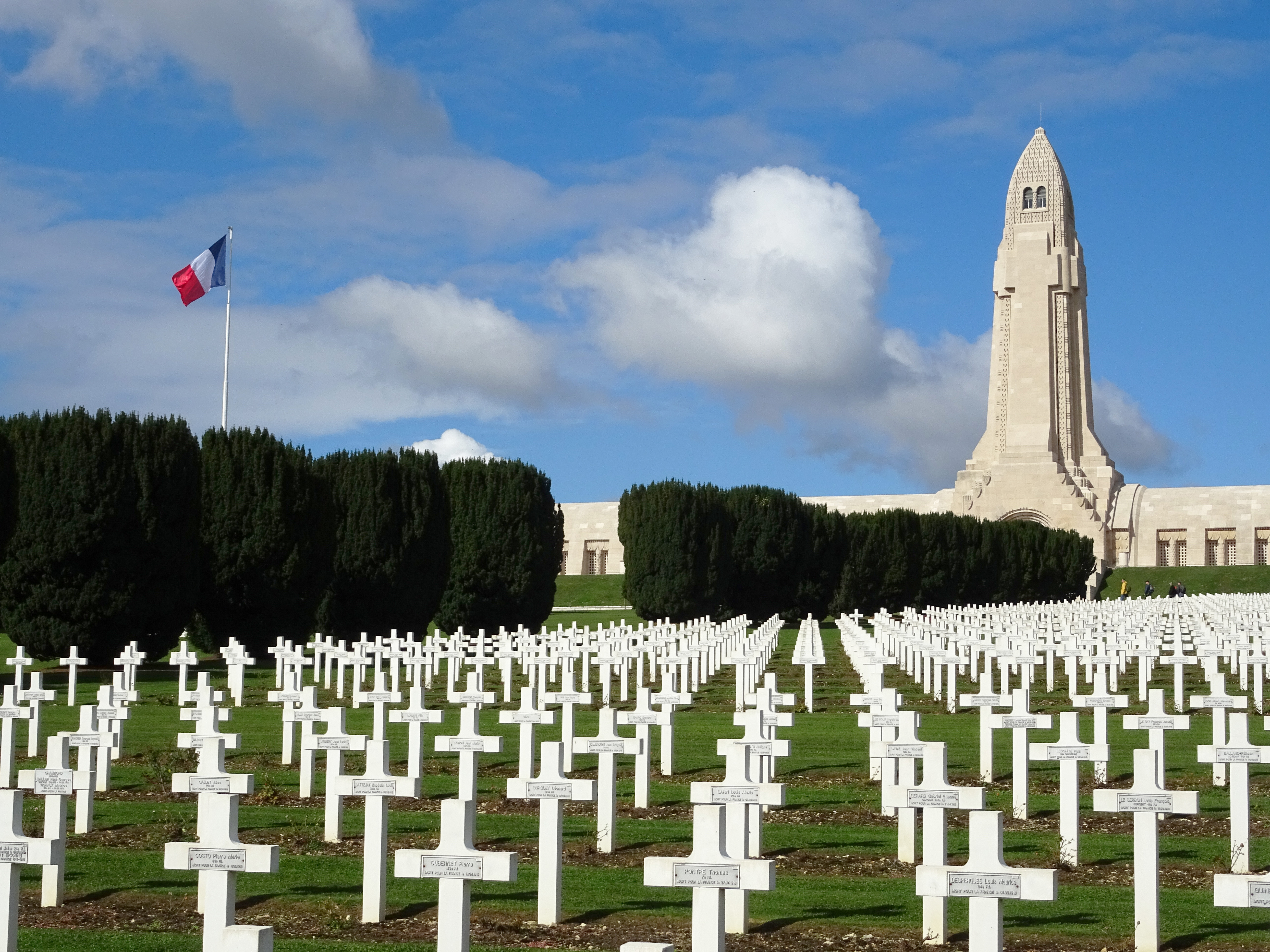
Beinhaus von Douaumont/ Ossuaire de Douaumont

Im Laufe der Offensive wurden insgesamt 125 Divisionen eingesetzt, auf deutscher Seite 50 und auf französischer Seite 75. Bei einer durchschnittlichen Divisionsstärke von 15.000 bis 18.000 Mann waren dies etwa 2 Millionen Soldaten. Die genaue Zahl der bei Verdun Getöteten ist nicht endgültig geklärt. Die meist recht aktuell erstellten Verlustangaben in offiziellen Dokumenten bieten nur eine grobe Orientierung. Die meisten Angaben schwanken zwischen 377.000 bis 540.000 Verlusten auf französischer und 337.000 bis 434.000 auf deutscher Seite.

### Die „Hölle von Verdun“

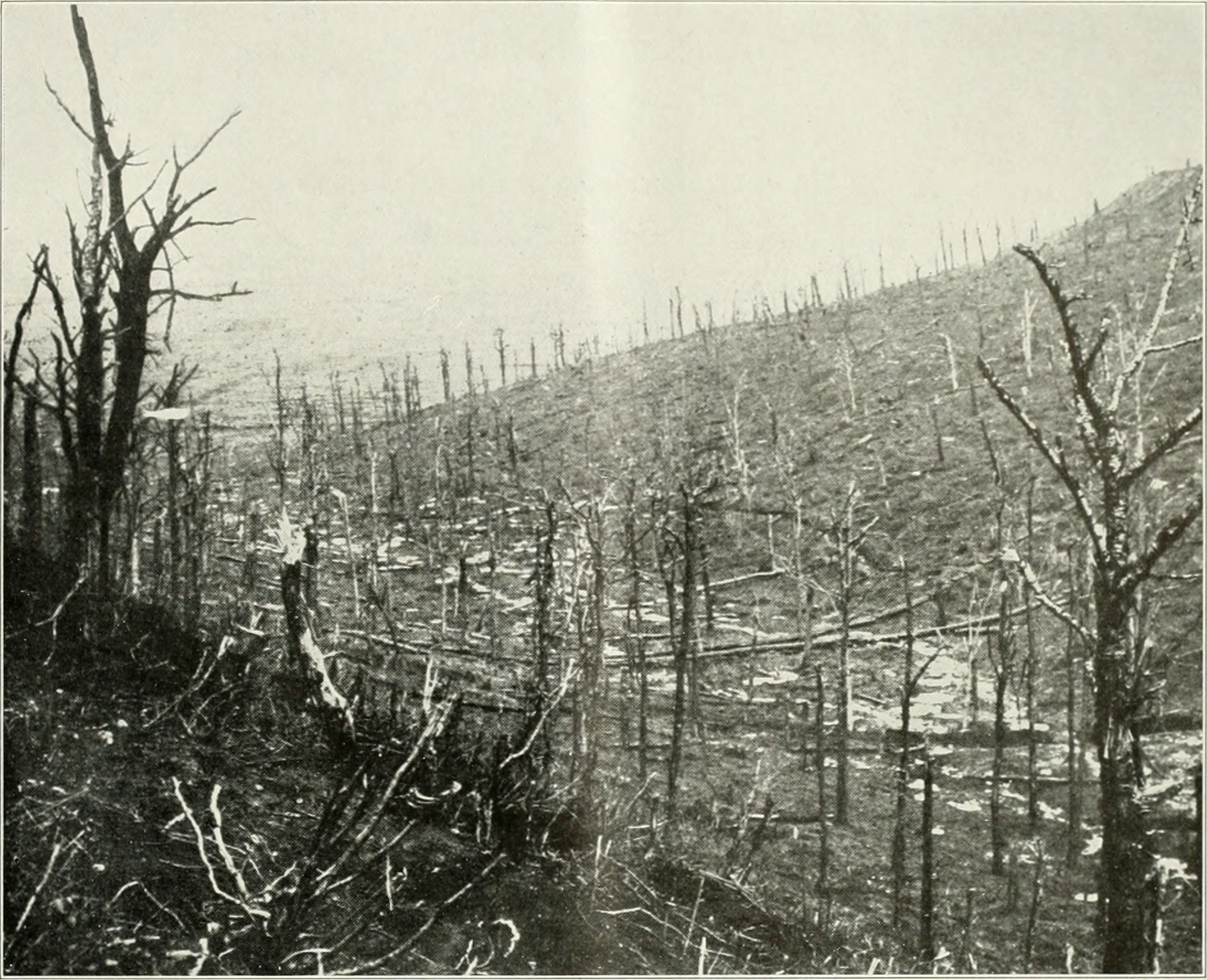
Überreste eines Waldstücks

Das Schlachtfeld bei Verdun hatte sich aufgrund des massiven Einsatzes von Geschützen auf engem Raum innerhalb weniger Wochen in eine Kraterlandschaft verwandelt, in der von Wäldern oftmals nur Baumstümpfe verblieben. Die oft tagelang ununterbrochene Bombardierung erzeugte eine ohrenbetäubende Geräuschkulisse. Die Einschläge beförderten große Mengen Erde in die Luft, die zahlreiche Soldaten lebendig begruben oder die zuvor beerdigten Leichen wieder freilegten. In den Sommermonaten legte sich ein penetranter Leichengeruch über das Schlachtfeld. Im Winter standen die Soldaten knietief in eisigem Wasser oder Schlamm. Die hygienischen Zustände waren oft katastrophal und Ratten und Läuse machten den Männern zusätzlich das Leben zur Qual.

Die Soldaten mussten sich häufig mit ihren Gasmasken schlafen legen und mehrere Tage ohne Nahrung auskommen. Der Durst trieb viele von ihnen dazu, verseuchtes Regenwasser aus Granattrichtern zu trinken. Sowohl von Deutschen als auch von Franzosen wurde die Schlacht als „Blutpumpe“, „Knochenmühle“ oder schlichtweg „die Hölle“ bezeichnet.
Bei Regen verwandelte sich das Schlachtfeld in eine Schlammlandschaft, wodurch jede Truppenbewegung stark erschwert wurde und die Soldaten in den Granattrichtern zu ertrinken drohten, wenn sie in ihnen Deckung suchten.
In Verdun gibt es ein Museum, welches sich mit der Schlacht beschäftigt, das Memorial de Verdun. 

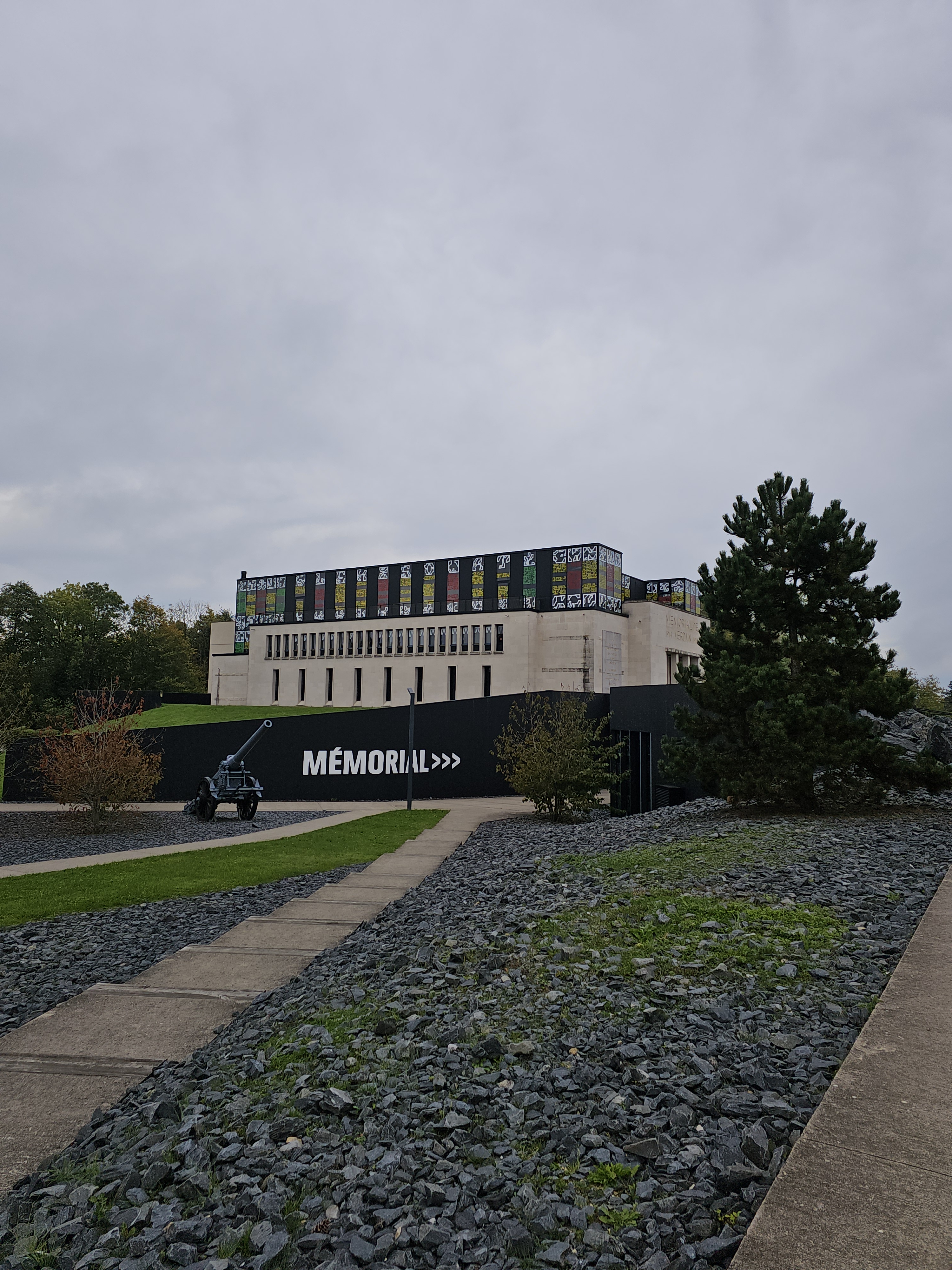
Memorial de Verdun, Museum über die Schlacht von Verdun